# Institut für Journalistik der TU Dortmund
Das Institut für Journalistik (kurz IJ) ist ein Lehr- und Forschungsinstitut der Technischen Universität Dortmund (kurz TU Dortmund). Zahlreiche bekannte Journalisten in Deutschland haben am IJ studiert.
Dort werden seit 1976 Journalisten ausgebildet. Das Institut für Journalistik bietet insgesamt acht Studiengänge an: Journalistik (Bachelor und Master), Wissenschaftsjournalismus (Bachelor und Master), Wirtschaftspolitischer Journalismus (Bachelor und Master) und Musikjournalismus (Bachelor und Master). Es gehört zur Fakultät Kulturwissenschaften der TU Dortmund und umfasst zurzeit acht Professuren.

## Historie
1976 startete Kurt Koszyk eine Projektgruppe, in der er in Zusammenarbeit mit Claus Eurich, Frauke Höbermann und Siegfried Weischenberg die Aufnahme des Studienbetriebs vorbereitete. Zum Wintersemester 1976/1977 startete der erste Studiengang Journalistik mit 50 Studierenden. 1984 wurde der Studiengang Journalistik als eigenständige wissenschaftliche Einrichtung in das Institut für Journalistik umorganisiert.
Der Studiengang an der TU Dortmund gehörte zu den ersten Journalistikstudiengängen Deutschlands. Kurze Zeit später richteten die Ludwig-Maximilians-Universität München und die Universität Hohenheim Journalistikstudiengänge ein. Die Einrichtung der Journalistikstudiengänge erfolgte in Kooperation mit Verlagen. Während unter Berufspraktikern noch bis Mitte der 1970er Jahre eine große Skepsis gegenüber einer möglichen hochschulgebundenen Journalistenausbildung herrschte, trugen offensichtliche Mängel an der rein praktischen Ausbildung und die hohen gesellschaftlichen Erwartungen an den Journalismus zu einer Veränderung dieser Auffassung bei.
1991 gründete sich das Erich-Brost-Institut für Journalismus in Europa, welches bis heute am Institut für Journalistik angesiedelt ist (inzwischen unter dem Namen Erich-Brost-Institut für internationalen Journalismus). 2002 zog es in das neuerbaute Erich-Brost-Haus um, in welchem auch Vorlesungen für Studierende der Studiengänge am Institut für Journalistik gehalten werden. Am Erich-Brost-Institut ist die deutsche Redaktion des Europäischen Journalismus-Observatoriums angesiedelt.

## Studiengänge
Zum Wintersemester 1976/1977 startete der erste Diplom-Studiengang Journalistik an der TU Dortmund. Zum Jahr 2007 wurde der Studiengang auf Bachelor/Master umgestellt und es startete der erste Bachelorjahrgang Journalistik, vier Jahre später folgte der erste Masterjahrgang. Seit dem Wintersemester 2003/2004 gibt es am Institut für Journalistik den Studiengang Wissenschaftsjournalismus unter der Leitung von Holger Wormer. Seit 2010 bietet das Institut für Journalistik gemeinsam mit dem Institut für Musik und Musikwissenschaft den Studiengang Musikjournalismus an. Im Wintersemester 2013/2014 startete der Studiengang Wirtschaftspolitischer Journalismus unter der Leitung von Henrik Müller.

## Praktische Ausbildung
Einen großen Teil des Studiums am Institut für Journalistik macht die praktische Ausbildung aus. Bereits seit 1978 ist ein einjähriges Volontärpraktikum im Studium integriert, für das das Institut für Journalistik mit führenden deutschen Medienunternehmen kooperiert – im überregionalen Bereich zum Beispiel mit ZDF, WDR, Die Zeit, Handelsblatt und Deutscher Welle, im regionalen Bereich unter anderem mit der Funke Mediengruppe, Lensing Media und der DuMont Mediengruppe.
Aber auch schon während des Studiums vor Ort an der TU Dortmund macht die praktische Ausbildung in der Lehrredaktion einen großen Teil aus. Mittlerweile vereinen sich die Lehrredaktionen des Instituts für Journalistik unter dem Namen KURT. Der Name ist eine Reminiszenz an Kurt Koszyk. Die Lehrredaktion bildet aus in Fernsehen, Radio, Print, Online, Social Media und Magazinformaten.
Die folgenden Formate sind bislang am Institut für Journalistik erschienen:
- 1991 erschien die studentische Gratiszeitung Indopendent (Eigenschreibweise: InDopendent). Sie war nach eigenen Angaben die erste unabhängige Campuszeitung Deutschlands, da sie „von Hochschulleitungen oder Studentengruppen unabhängig nur für den Campus konzipiert und realisiert“ wurde.[6]
- 1998 ging „DO1 – Das UniVerselle StadtFernsehen in Dortmund“ auf Sendung und brachte einmal die Woche ein halbstündiges Magazin heraus.
- 1999 startete das Campus-Radio Eldoradio (Hochschulradio) (Eigenschreibweise: eldoradio*),  welches immer noch Teil der praktischen Ausbildung am Institut für Journalistik ist.
- 2000 veröffentlichte die erste Online-Lehrredaktion des Instituts mit „donews“ ein lokales Online-Magazin im Internet.
- 2008 erschien die studentische Gratiszeitung pflichtlektüre und löste „InDOpendent“ ab.
- 2009 startete das Pilotprojekt „Ausbildungs- und Erprobungsfernsehen in NRW“, welches ab 2010 unter dem Namen NRWision in den Regelbetrieb überging. Das Institut für Journalistik entwickelt und betreibt bis heute unter Leitung von Michael Steinbrecher den TV-Lernsender, der von der Landesanstalt für Medien NRW gefördert wird.
- 2017 erschien das erste Magazin von „Kurt – so wie du“ und löste die „pflichtlektüre“ ab. Zeitgleich startete kurt.digital.[7]

## Forschung
Durch Forschungsprojekte in der Journalismusforschung und Kommunikationswissenschaft beteiligt sich das Institut für Journalistik an wissenschaftlichen und öffentlichen Debatten. Oft kooperiert das Institut für Journalistik dabei mit Forschungsteams anderer Universitäten und Partnern aus der Medienpraxis. Das Projekt „Forschungsethik in der Kommunikations- und Medienwissenschaft“ (FEKOM), das vom BMBF gefördert wird, will die Ausbildung einer ethik-sensiblen Forschungshaltung in der Kommunikations- und Medienwissenschaft (KMW) unterstützen. Realisiert wird das Projekt durch Teams am IJ und der Filmuniversität Babelsberg. Die Hochschule für Musik, Theater und Medien Hannover (HMTMH) unterstützt einzelne Projektphasen.
Im Projekt „NoFake“ soll mithilfe künstlicher Intelligenz ein System entwickelt werden, das große Datenmengen sichtet, verdächtiges Text- und Bildmaterial vorsortiert und annotiert, und für menschliche Fact-Checker kontextualisiert. Das Projekt wird von einem Konsortium der Ruhr-Universität Bochum, des Recherche-Netzwerks Correctiv und des Instituts für Journalistik der TU Dortmund durchgeführt und vom Bundesministerium für Bildung und Forschung gefördert.
Im kürzlich gestarteten German-Austrian Digital Media Observatory (GADMO) arbeitet das Institut für Journalistik mit den Faktencheck-Teams von der Deutschen Presse-Agentur, der Agence France-Presse, der Austria Presse Agentur und dem Recherche-Netzwerk Correctiv sowie mit Datenwissenschaftlern der Fakultät Statistik der TU Dortmund, dem Austrian Institute Of Technology und dem Athens Technology Center zusammen. Ziel des Projekts ist die koordinierte Bekämpfung von Desinformation.

## Professuren

### Aktuelle Professuren
- Holger Wormer ist seit 2004 Inhaber des Lehrstuhls für Wissenschaftsjournalismus und leitet den Studiengang Wissenschaftsjournalismus (Bachelor und Master)[11]
- Frank Lobigs hat seit 2006 die Professur für Medienökonomie inne[12]
- Susanne Fengler bekleidet seit 2008 die Professur für internationalen Journalismus. Außerdem ist sie wissenschaftliche Leiterin des Erich-Brost-Instituts für internationalen Journalismus[13]
- Michael Steinbrecher ist seit 2009 Professor für Fernseh- und Videojournalismus[14]
- Tobias Gostomzyk hat seit 2012 die Professur für Medienrecht inne[15]
- Henrik Müller hat seit 2013 die Professur für wirtschaftspolitischen Journalismus inne und leitet die Studiengänge Wirtschaftspolitischer Journalismus (Bachelor) und Economics und Journalismus (Master)[16]
- Wiebke Möhring bekleidet seit 2016 die Professur für Online- und Printjournalismus[17]
- Christina Elmer ist seit 2021 Professorin für Digitalen Journalismus/Datenjournalismus[18]

### Ehemalige Professuren
- 1977–1992: Kurt Koszyk
- 1979–2011: Udo Branahl
- 1980–2006: Jürgen Heinrich
- 1978–2006: Gerd G. Kopper
- 1979–2008: Ulrich Pätzold
- 1979–1982: Siegfried Weischenberg
- 1976–2017: Claus Eurich
- 1984–2010: Günther Rager
- 1995–2013: Horst Pöttker
- 2009–2010: Klaus Meier

## Bekannte Alumni des Instituts für Journalistik
- Mona Ameziane (* 1994), Moderatorin im Hörfunk und Fernsehen
- Nadine Bilke (* 1976), Journalistin
- Mara Bergmann (* 1982), Journalistin, Reporterin und Fernsehmoderatorin
- Katrin Eigendorf (* 1962), Fernsehjournalistin
- Gudrun Engel (* 1979), Journalistin
- Julia Friedrichs (* 1979), Journalistin, Autorin und Filmemacherin
- Friedrich Küppersbusch (* 1961), Journalist, Autor und Fernsehproduzent
- Markus Preiß (* 1978), Fernsehjournalist und Moderator
- Jörg Schönenborn (* 1964), Journalist und Fernsehmoderator
- Michael Steinbrecher (* 1965), Journalist, Fernsehmoderator und Professor für Fernseh- und Videojournalismus
- Henning Sußebach (* 1972), Journalist und Autor
- Olaf Sundermeyer (* 1973), Journalist und Publizist
- Jona Teichmann (* 1963), Journalistin
- Susanne Wieseler (* 1969), Fernsehmoderatorin, Journalistin, Filmemacherin und Autorin
- Hanna Zimmermann (* 1988), Fernsehmoderatorin und Redakteurin